# Чемпіонат Європи з боротьби 2018
Чемпіонат Європи з боротьби 2018 пройшов з 30 квітня по 6 травня в місті Каспійськ, Росія.

## Розподіл нагород

### Загальний медальний залік
| Місце   | Країна      | Золото | Срібло | Бронза | Загалом |
| ------- | ----------- | ------ | ------ | ------ | ------- |
| 1       | Росія       | 12     | 7      | 4      | 23      |
| 2       | Туреччина   | 5      | 0      | 8      | 13      |
| 3       | Азербайджан | 4      | 5      | 9      | 18      |
| 4       | Болгарія    | 2      | 1      | 1      | 4       |
| 5       | Вірменія    | 2      | 0      | 1      | 3       |
| 6       | Білорусь    | 1      | 4      | 5      | 10      |
| 7       | Грузія      | 1      | 3      | 8      | 12      |
| 8       | Румунія     | 1      | 1      | 3      | 5       |
| 9       | Швеція      | 1      | 0      | 2      | 3       |
| 10      | Фінляндія   | 1      | 0      | 1      | 2       |
| 11      | Польща      | 0      | 2      | 2      | 4       |
| 12      | Франція     | 0      | 2      | 1      | 3       |
| 12      | Сербія      | 0      | 2      | 1      | 3       |
| 14      | Німеччина   | 0      | 1      | 1      | 2       |
| 15      | Естонія     | 0      | 1      | 0      | 1       |
| 15      | Норвегія    | 0      | 1      | 0      | 1       |
| 17      | Угорщина    | 0      | 0      | 5      | 5       |
| 18      | Італія      | 0      | 0      | 3      | 3       |
| 19      | Україна     | 0      | 0      | 2      | 2       |
| 20      | Австрія     | 0      | 0      | 1      | 1       |
| 20      | Греція      | 0      | 0      | 1      | 1       |
| 20      | Молдова     | 0      | 0      | 1      | 1       |
| Загалом | Загалом     | 30     | 30     | 60     | 120     |

### Рейтинг команд
| Місце | Чоловіки, вільний стиль | Чоловіки, вільний стиль | Жінки, вільний стиль | Жінки, вільний стиль | Чоловіки, греко-римська | Чоловіки, греко-римська |
| Місце | Країна                  | Очки                    | Країна               | Очки                 | Країна                  | Очки                    |
| ----- | ----------------------- | ----------------------- | -------------------- | -------------------- | ----------------------- | ----------------------- |
| 1     | Росія                   | 204                     | Росія                | 169                  | Росія                   | 173                     |
| 2     | Азербайджан             | 160                     | Грузія               | 127                  | Білорусь                | 140                     |
| 3     | Туреччина               | 125                     | Азербайджан          | 113                  | Туреччина               | 117                     |
| 4     | Грузія                  | 110                     | Вірменія             | 97                   | Азербайджан             | 102                     |
| 5     | Білорусь                | 80                      | Угорщина             | 71                   | Болгарія                | 92                      |
| 6     | Польща                  | 59                      | Туреччина            | 65                   | Польща                  | 75                      |
| 7     | Україна                 | 51                      | Німеччина            | 57                   | Україна                 | 63                      |
| 8     | Франція                 | 38                      | Сербія               | 56                   | Швеція                  | 58                      |
| 9     | Німеччина               | 36                      | Болгарія             | 49                   | Угорщина                | 47                      |
| 10    | Італія                  | 36                      | Білорусь             | 46                   | Румунія                 | 45                      |

### Чоловіки, вільний стиль
| Дисципліна | Золото                     | Срібло                     | Бронза                       |
| ---------- | -------------------------- | -------------------------- | ---------------------------- |
| 57 кг      | Георгій Едішерашвілі (AZE) | Заур Угуєв (RUS)           | Стеван Мічич (SRB)           |
| 57 кг      | Георгій Едішерашвілі (AZE) | Заур Угуєв (RUS)           | Владислав Андреєв (BLR)      |
| 61 кг      | Гаджимурад Рашидов (RUS)   | Бека Ломтадзе (GEO)        | Іван Гуйдя (ROU)             |
| 61 кг      | Гаджимурад Рашидов (RUS)   | Бека Ломтадзе (GEO)        | Реджеп Топал (TUR)           |
| 65 кг      | Гаджі Алієв (AZE)          | Ільяс Бекбулатов (RUS)     | Селахаттін Кілічсаллян (TUR) |
| 65 кг      | Гаджі Алієв (AZE)          | Ільяс Бекбулатов (RUS)     | Владімер Хінчегашвілі (GEO)  |
| 70 кг      | Магомед Курбаналієв (RUS)  | Магомедмурад Гаджієв (POL) | Зурабі Якобішвілі (GEO)      |
| 70 кг      | Магомед Курбаналієв (RUS)  | Магомедмурад Гаджієв (POL) | Муртазалі Муслімов (AZE)     |
| 74 кг      | Сонер Демірташ (TUR)       | Зелімхан Хаджієв (FRA)     | Андрій Карпач (BLR)          |
| 74 кг      | Сонер Демірташ (TUR)       | Зелімхан Хаджієв (FRA)     | Франк Чамісо (ITA)           |
| 79 кг      | Ахмед Гаджімагомедов (RUS) | Мартін Обст (GER)          | Міхай Надь (HUN)             |
| 79 кг      | Ахмед Гаджімагомедов (RUS) | Мартін Обст (GER)          | Джабраїл Гасанов (AZE)       |
| 86 кг      | Артур Найфонов (RUS)       | Олександр Гостієв (AZE)    | Сандро Амінашвілі (GEO)      |
| 86 кг      | Артур Найфонов (RUS)       | Олександр Гостієв (AZE)    | Шаміль Кудіямагомедов (ITA)  |
| 92 кг      | Абдулрашид Садулаєв (RUS)  | Шаріф Шаріфов (AZE)        | Сердар Беке (TUR)            |
| 92 кг      | Абдулрашид Садулаєв (RUS)  | Шаріф Шаріфов (AZE)        | Кирило Мєшков (UKR)          |
| 97 кг      | Владислав Байцаєв (RUS)    | Олександр Гуштин (BLR)     | Нурмагомед Гаджієв (AZE)     |
| 97 кг      | Владислав Байцаєв (RUS)    | Олександр Гуштин (BLR)     | Елізбар Одікадзе (GEO)       |
| 125 кг     | Таха Акгюль (TUR)          | Гено Петріашвілі (GEO)     | Роберт Баран (POL)           |
| 125 кг     | Таха Акгюль (TUR)          | Гено Петріашвілі (GEO)     | Джамаладдін Магомедов (AZE)  |

### Чоловіки, греко-римська
| Дисципліна | Золото                   | Срібло                    | Бронза                                      |
| ---------- | ------------------------ | ------------------------- | ------------------------------------------- |
| 55 кг      | Ельденіз Азізлі (AZE)    | Хеларі Магісалу (EST)     | Екрем Озтюрк (TUR)                          |
| 55 кг      | Ельденіз Азізлі (AZE)    | Хеларі Магісалу (EST)     | Нугзарі Цурцумія (GEO)                      |
| 60 кг      | Сергій Ємелін (RUS)      | Мурад Мамедов (AZE)       | Джакопо Сандрон (ITA)                       |
| 60 кг      | Сергій Ємелін (RUS)      | Мурад Мамедов (AZE)       | Дато Чхартішвілі (GEO)                      |
| 63 кг      | Міхай Міхут (ROU)        | Стіг Андре Берге (NOR)    | Доніор Ісламов (MDA)                        |
| 63 кг      | Міхай Міхут (ROU)        | Стіг Андре Берге (NOR)    | Заур Кабалоєв (RUS)                         |
| 67 кг      | Артем Сурков (RUS)       | Шмагі Болквадзе (GEO)     | Карен Асланян (ARM)                         |
| 67 кг      | Артем Сурков (RUS)       | Шмагі Болквадзе (GEO)     | Енес Башар (TUR)                            |
| 72 кг      | Адам Курак (RUS)         | Расул Чунаєв (AZE)        | Даніель Катарага (MDA) Юрі Ломадзе (GEO) DQ |
| 72 кг      | Адам Курак (RUS)         | Расул Чунаєв (AZE)        | Балінт Корпаші (HUN)                        |
| 77 кг      | Роман Власов (RUS)       | Віктор Немеш (SRB)        | Ельвін Мурсалієв (AZE)                      |
| 77 кг      | Роман Власов (RUS)       | Віктор Немеш (SRB)        | Тамаш Лерінц (HUN)                          |
| 82 кг      | Максим Манукян (ARM)     | Віктор Сосуновський (BLR) | Данієль Александров (BUL)                   |
| 82 кг      | Максим Манукян (ARM)     | Віктор Сосуновський (BLR) | Рафік Гусейнов (AZE)                        |
| 87 кг      | Роберт Кобліашвілі (GEO) | Бекхан Оздоєв (RUS)       | Закаріас Берг (SWE)                         |
| 87 кг      | Роберт Кобліашвілі (GEO) | Бекхан Оздоєв (RUS)       | Деніс Кудла (GER)                           |
| 97 кг      | Артур Алексянан (ARM)    | Міхаїл Каджая (SRB)       | Еліас Кусманен (FIN)                        |
| 97 кг      | Артур Алексянан (ARM)    | Міхаїл Каджая (SRB)       | Балаж Кішш (HUN)                            |
| 130 кг     | Риза Каяалп (TUR)        | Віталій Щур (RUS)         | Алін Алексус-Чіураріу (ROU)                 |
| 130 кг     | Риза Каяалп (TUR)        | Віталій Щур (RUS)         | Якоб Каджая (GEO)                           |

### Жінки, вільний стиль
| Дисципліна | Золото                     | Срібло                    | Бронза                   |
| ---------- | -------------------------- | ------------------------- | ------------------------ |
| 50 кг      | Марія Стадник (AZE)        | Аліна Вуч (ROU)           | Евін Демірхан (TUR)      |
| 50 кг      | Марія Стадник (AZE)        | Аліна Вуч (ROU)           | Мілана Дадашева (RUS)    |
| 53 кг      | Стальвіра Оршуш (RUS)      | Ванесса Колодинська (BLR) | Марія Преволаракі (GRE)  |
| 53 кг      | Стальвіра Оршуш (RUS)      | Ванесса Колодинська (BLR) | Катажина Кравчик (POL)   |
| 55 кг      | Ірина Курочкіна (BLR)      | Роксана Засіна (POL)      | Бедіха Гюн (TUR)         |
| 55 кг      | Ірина Курочкіна (BLR)      | Роксана Засіна (POL)      | Марія Гурова (RUS)       |
| 57 кг      | Біляна Дудова (BUL)        | Ірина Ологонова (RUS)     | Емеше Барка (HUN)        |
| 57 кг      | Біляна Дудова (BUL)        | Ірина Ологонова (RUS)     | Альона Колесник (AZE)    |
| 59 кг      | Еліф Жалі Ешильирмак (TUR) | Мімі Христова (BUL)       | Світлана Ліпатова (RUS)  |
| 59 кг      | Еліф Жалі Ешильирмак (TUR) | Мімі Христова (BUL)       | Тетяна Омельченко (AZE)  |
| 62 кг      | Тайбе Юсейн (BUL)          | Інна Тражукова (RUS)      | Ілона Прокопевнюк (UKR)  |
| 62 кг      | Тайбе Юсейн (BUL)          | Інна Тражукова (RUS)      | Вероніка Іванова (BLR)   |
| 65 кг      | Петра Оллі (FIN)           | Еліс Манолова (AZE)       | Христина Федарашка (BLR) |
| 65 кг      | Петра Оллі (FIN)           | Еліс Манолова (AZE)       | Генна Юганссон (SWE)     |
| 68 кг      | Анастасія Братчикова (RUS) | Кумба Ларрок (FRA)        | Бусе Тосун (TUR)         |
| 68 кг      | Анастасія Братчикова (RUS) | Кумба Ларрок (FRA)        | Мартіна Кюнц (AUS)       |
| 72 кг      | Єнні Франссон (SWE)        | Анастасія Зімянкова (BLR) | Сінтія Вескан (FRA)      |
| 72 кг      | Єнні Франссон (SWE)        | Анастасія Зімянкова (BLR) | Александра Ангел (ROU)   |
| 76 кг      | Ясемін Адар (TUR)          | Катерина Букіна (RUS)     | Василіса Марзалюк (BLR)  |
| 76 кг      | Ясемін Адар (TUR)          | Катерина Букіна (RUS)     | Сабіра Алієва (AZE)      |